# گیشین
گیشین، روستایی از توابع بخش مرکزی شهرستان کرمان در استان کرمان ایران است.

## جمعیت
این روستا كه بزرگترين روستا در منطقه كوهپايه است، در دهستان درختنگان قرار دارد و براساس سرشماری مرکز آمار ایران در سال ۱۳۹۵ ، جمعیت آن برابر با ۹۶ نفر در ۳۲ خانوار بوده‌است. در سال هاي منتهي به انقلاب، گيشين بيشترين تعداد سكنه را در منطقه كوهپايه داشته است. طايفه سلطاني، بزرگترين طايفه اين روستا است. فاميل هاي سلطاني گيشيني، قطب الديني، گيشين زاده، جعفري، وحداني، عبداللهي نيا و فكوري عمده فاميل هاي اين روستا است كه اغلب پسوند "گيشين" يا "گيشيني" را در انتهاي فاميل خود دارند. منطقه آبكش، ريگ آباد (ريكافاد)، ده نو، چشمه سياه، كوره، ده بي بي، چشمه علي قاسم، كل كويه، كهنگان و ده آخوندها از توابع اين روستا مي باشند.
این روستا دارای سیستم آبرسانی کاریز‌های قدیمی به نام قنات است که دارای ارزش تاریخی است. قنات اصلی این روستا شامل رشته چاه‌هایی است که طول آن به ۳۰۰ متر می‌رسد و مادر چاه آن‌ها در مختصات جغرافیایی ۳۰°22'13.86"N و ۵۷°18'48.61"E واقع شده‌است. ارتفاع این روستا از سطح دریا به‌طور متوسط ۲۳۰۰ متر می‌باشد.
این روستا در حال حاضر دارای دو بافت قدیمی (متروکه) و جدید است. پوشش گیاهی گیشین به صورت عمده گیاه مرتعی گون است که از قدیم در این روستا برای به دست آوردن کتیرا از آن‌ها استفاده می‌شده‌است. بسیاری از درختان میوه همچون زرد آلو، قیسی، بادام و گردو از دیر باز تا کنون در این روستا کشت می‌شوند. گیاهان زراعی رایج در این روستا شبدر، یونجه، گندم و جو می‌باشند.
از بوته‌های وحشی و کم‌یاب این منطقه می‌توان به زرشک (زارچ) اشاره کرد و از درختان وحشی می‌توان چنار‌های زیبا و سر به فلک کشده آن اشاره کرد.
معروفترین چنار این روستا که بسیار عظیم الجثه و بلند قامت است به چنار آبکش (https://mapio.net/pic/p-30661653/) شهرت دارد.
یکی از بناهای معروف این روستا حمام قدیمی است که به تازگی کشف و هم اکنون در حال باز سازی می باشد.
یکی از بزرگان معروف این روستا شخصی به نام کرم علی سلطانی گيشيني بوده‌است که از او به عنوان فردی توانمند و دانا و به نیکی یاد می‌شود. گفته می‌شود که او نزدیک به ۱۴۱ سال عمر کرده‌است. وی نزدیک به ۴۰ سال سرباز نظام بوده و جز سربازان مشایعت‌کننده رضا خان هنگام تبعید و عبور از کرمان به هرمزگان بوده‌است. نوه ارشد او کربلایی ماشالله سلطانی گيشيني فرزند قاسم فرزند کرم علی است که به ماشالله نظر در شهر کرمان شهرت دارد و بسیاری از مردم به نفس پاک او اعتقاد زیادی دارند و برای دوری از چشم بد به او پارچه ای همچون روسری می‌سپارند تا او با خواندن ادعیه قرآنی گره ای به روسری می‌زند و آن را بر سر فرد چشم خورده باز می‌کنند تا چشم بد از او دوری کند. او هم‌اکنون در شهر کرمان و در نزدیکی مسجد سید الشهدا در محله توکل آباد زندگی می‌کند.